# Grant County (Arkansas)
Grant County is een county in de Amerikaanse staat Arkansas.
De county heeft een landoppervlakte van 1.636 km² en telt 16.464 inwoners (volkstelling 2000). De hoofdplaats is Sheridan.